# اليكسي موروزوف
اليكسي موروزوف (بالروسية: Алексей Алексеевич Морозов)‏ هو لاعب هوكي الجليد روسي، ولد في 16 فبراير 1977 في موسكو في روسيا.

## وصلات خارجية
- اليكسي موروزوف على موقع دوري الهوكي الوطني (الإنجليزية)
- اليكسي موروزوف على موقع دوري الهوكي للقارات (الإنجليزية)
- اليكسي موروزوف على موقع EliteProspects.com (الإنجليزية)
- اليكسي موروزوف على موقع Eurohockey.com (الإنجليزية)
- اليكسي موروزوف على موقع HockeyDB.com (الإنجليزية)
- اليكسي موروزوف على موقع Hockey-Reference.com (الإنجليزية)
- اليكسي موروزوف على موقع أوليمبيديا (الإنجليزية)